# 김완 (탁구 선수)
김완(金浣, 1961년 ~ )은 대한민국의 국가대표 탁구선수(1977년 ~1989년)(삼성 제일합섬 소속)였고, 1989년부터 1991년까지 대한민국 청소년탁구 국가대표팀 감독을 역임했으며, 전라남도 여수시청 탁구단 감독을 역임했고, 대한탁구협회 이사로서 대한탁구협회 스포츠공정위원회 위원과 한국실업탁구연맹 기술이사를 역임하였고, 국내 최초로 개최되는 '2020 부산 세계탁구선수권대회 조직위원회' 부위원장으로 선임되었다.
경기도 부천시청 탁구단 감독을 역임하고, 대한탁구협회 스포츠공정위원회 부위원장, 한국실업탁구연맹 부회장으로 활동하였다. 현재는 세종특별자치시 체육회 이사로 활동하고 있다.
김완은 1977년 17세에 최연소 대한민국 국가대표가 되어 1978년 고2때 국가대표 4명(지금은 5명이지만) 중에 최연소 국가대표로 발탁되어 태국의 '방콕아시안게임'에 최초 고등학교 학생이며 에이스선수로서 시합 출전하였다(성인선수는 이상국, 박이희, 윤길중이고, 고등학교 선수는 김완 :4명 출전).
1982년 인도의 '뉴델리 아시안게임'에도 에이스선수로 출전하여 김완.김기택 복식조로서 준결승에서 중국 일등 복식조(시사이케..)를 이기고 최초로 아시안게임 준우승(은메달)을 획득하였다. 단식에서도 동메달을 획득하였다.
(박이희, 김완, 김기택, 노윤관 4명 출전)
1986년'서울아시안게임'에서는 국가대표 주장으로서 단체전 우승(금메달), 개인복식 준우승(은메달), 개인단식 동메달, 혼합복식 동메달을 따서 모든 종목에서 메달을 획득하는 쾌거를 이루었다.(김완, 박창익,안재형, 박지현, 유남규 5명 출전)
참고로 아시안게임은 4년마다 개최된다.
김완은 13년간 국가대표 에이스선수로 세계적으로 활약하며 1980년대 한국탁구 중흥기를 이끈 선봉장이자 맏형이고, 한국 남자탁구를 세계적으로 끌어올린 주역이다.
(2년 후배 김기택과 5년 후배 안재형, 7년 후배 유남규, 10년 후배 김택수의 선배이다)
김완은 국가대표가 된 후, 1978년 18세에 국내 최초로 국제대회 캐나다국제오픈탁구선수권대회 주니어대회에 참가하여 단식과 복식, 단체까지 모두 금메달을 획득하여 3관왕을 하였다. 이는 국내 최초의 성적과 기록이다. 그리고 남자 시니어 단식에도 참가하여 유고의 최강 카사노비치 선수와 준결승에서 만나 풀세트 접전의 파이팅 넘치는 격전 끝에 2대 3으로 분패, 아깝게 3위에 머물렀다.
김완은 1981년 21세에 미국US국제오픈탁구선수권대회에서 국내 최초로 중국선수를 이겼다. 그들은 당시 세계랭킹 1, 2위에 있었던 궈예화와 차오젠화였다.
1982년 22세에는 인도 뉴델리 아시안게임에 출전하여 복식 은메달과 단식 동메달을 획득하였다. 단체전 단식에서 당시에도 세계랭킹 1위였던 궈예화를 다시 만나서 이겼지만 다른 선수들의 성적부진으로 단체전 메달획득은 실패하였다.
국내 최초로 1984년 24세에 세계월드컵탁구대회에 참가하여 은메달을 획득했다. 당시 은메달은 유럽참피온이었던 울프 뱅트손을 3대0으로 확실히 제압하고 획득한 값진 것이었으며 금메달은 세계랭킹 1위였던 장지아량에게 아깝게 내준 상황이었다.(같은 조 예선전 2대1승, 결선 1대3패, 시합방식이 현재는 11점 선득점 방식이지만 당시에는 탁구공도 2.5g으로 작고 21점 선득점 방식으로 실력이 낮으면 이길 수 없는 시합방식이었음)(시합장은 말레이지아 쿠알라룸푸르)
전성기의 김완은 중국의 전설이자 세계랭킹 1위 장지아량과 5대 5의 대등한 경기를 치루었다. 1986년에는 세계월드컵탁구대회에서 동메달을 획득했다.
김완은 '중국킬러'라는 별명을 얻었고, 당시 월간탁구 기사에 따르면, 중국 국가대표 체육관에는 김완의 사진과 함께 '타도 김완'이라는 구호가 게시되었다고 한다. 그 만큼 김완은 중국 선수들이 갖지 못한 강력하고 화려한 백기술을 보유한 두려운 견제의 대상이었다.
대한민국 탁구 중흥기의 선봉장으로서 김완은 1986년 서울 아시안게임과 1988년 서울 올림픽에서 주장으로 활약하였다. 1986년 서울 아시안게임에서 단식 동메달을 획득하고, 지금까지도 최고의 명승부 명장면의 하나로 꼽히고 있는 남자탁구 단체전 금메달 획득 쾌거를 견인하였다. 1988년 서울 올림픽에 국가대표 선수로 참가하여 남자복식으로 준결승에 진출하였다.
김완은 원래 민러버 드라이브 전형으로 고1때 국내 최고 선수가 된 후, 세계 무대 제패를 목표로 돌출(핌플)러버로 바꾼 후 그때부터 백서비스와 백스매싱을 연마하여 자신만의 전무후무한 화려한 밴핸드 탁구기술로써 "세계적인 탁구기술의 레전드"가 되었다.(참고: 일본의 세계적인 탁구잡지로 2012년 6월 발행된 '버터플라이 탁구리포트' 기사)
돌출러버로 드라이브를 한다는 것은 강한 힘과 고난도의 기술을 요하는 아주 어려운 기술인데, 돌출러버를 사용하는 세계적인 선수 중에 드라이브를 할 수 있는 선수는 세계적으로 김완을 포함하여 단 4명, 장지아량, 첸롱칸, 시사이케 이었다. 김완 탁구전형은 '전진공수'이다.
당시 국제 서비스규정은 공을 손바닥에서 10센티미터 이상 띄우는 규정인데 당시 김완의 서비스기술과, 같은 백서비스 전공인 일본 선수 미와자끼의 서비스기술이 너무 독보적이어서 두명의 선수를 견제하고자 공을 손바닥에서 16센티 이상 띄우는 것으로 개정되었다.*
그 후 김완은 몸에 밴 기술 구사, 즉 서브를 넣고 다음 동작을 취하는 부분에서 어려움을 느껴 고전을 겪었다. 그러나 1988년 MBC최강전에서 다시 국내 우승을 하였고, 1988년 서울올림픽에 출전하여 복식으로 준결승에 진출하였다.
(*개정된 서비스 규정은, 독보적인 서비스의 고수가 나타나지 않아 지금까지도 규정의 큰 변화가 없는 상황이다.)
2012년 6월에 일본의 세계적 탁구잡지 '버터플라이 탁구리포트'에서 세계 탁구기술 레전드 20인을 선정하였는데, 국내 남자탁구선수 중 '유일'하게, "세계 탁구기술의 레전드"로 선정되었다.
2013년도에는 KBS의 예능 프로그램인 '우리동네 예체능'에 출연하여 뛰어난 예능감을 보여주기도 하여 네이버 실시간 인기검색어 1등을 한 바 있다.

## 서훈
- 1988.12. 서울올림픽대회 기장 대회장
- 1987.10. 대한민국 체육훈장 거상장
- 1982. 9. 대한민국 체육훈장 백마장
- 1980.10. 대한민국 체육훈장 기린장
- 1982.12. 대통령표창
- 1984.11. 대통령표창
- 1989. 9. 대통령표창
- 1984.12. 대한민국 백상 체육부문 개인 대상
- 1993. 여수시민의 상
- 1986. 여수시민의 상

## 방송 출연
- 1987.5.6 KBS 퀴즈탐험 신비의 세계
- 2013.9.24 KBS 우리동네 예체능
- 2013.10.1 KBS 우리동네 예체능
- 2012. 6. 세계적 탁구잡지 '일본 버터플라이 탁구리포트'에서 국내 유일하게 남자탁구선수 중, "세계 탁구기술의 레전드" 선정